# Loi du Maximum
Pour les articles homonymes, voir Maximum.
La loi du Maximum est une loi promulguée le 4 mai 1793 par la Convention nationale, instituant le maximum décroissant du prix des grains, alors que la France se trouvait dans une situation économique inquiétante.
La loi du Maximum spécifiait que : 
1. Tout cultivateur devait déclarer la quantité de grains qu’il possédait ;
2. Les ventes ne pouvaient avoir lieu qu’au marché ;
3. Les officiers municipaux pouvaient faire des réquisitions chez les détenteurs de grains.

Le prix moyen de janvier à mai devait d’abord servir de maximum, et ce maximum devait être abaissé par des réductions successives d’environ 1/4.
Le 27 juillet 1793 parut une loi qui condamnait les accapareurs à mort.
Le 11 septembre 1793, le maximum fut uniformément fixé à 14 livres le quintal, avec le transport en sus.
Le 29 septembre 1793, la Convention promulguait une nouvelle loi, dite du loi du Maximum général, qui réglementait de nombreuses subsistances ainsi que les salaires.